# Distretto di Thakhek
Il distretto di Thakhek è uno dei nove distretti (mueang) della provincia di Khammouan, nel Laos. Ha come capoluogo la città di Thakhek.